# Niccolò Fortiguerra
Niccolò Fortiguerra    , dit le cardinal de Teano,  (né à Pistoia en Toscane, Italie, le 7 octobre 1419, et mort à Viterbe le 21 décembre 1473) est un cardinal italien du XVe siècle. Il est un parent de Pie II.

## Repères biographiques
Fortiguerra  est vice-trésorier du Saint-Père, gouverneur de  Viterbe et exerce plusieurs missions pour Eugène IV et Nicolas V. En 1458 il est nommé  évêque de Teano.
Le pape Pie II le crée cardinal lors du consistoire du 5 mars 1460.  En 1462 il est camerlingue du Sacré Collège.  Fortiguerra est nommé légat à Bologne en 1462  et à Viterbe. Il fait campagne contre  Sigismondo Pandolfo Malatesta et prend  Fano. En 1465 il bat Deifobo d'Anguillara.
Fortiguerra est protecteur des écrivains et des artistes. Il fonde le collège La Sapienza à Pistoia, où sera installée une bibliothèque en 1528.